# アンプラグド (アリス・イン・チェインズのアルバム)
『アンプラグド』（原題：Unplugged）は1996年7月30日にコロムビア・レコードより発売されたアメリカのロックバンドであるアリス・イン・チェインズのライブアルバム。
1996年4月10日にブルックリン・アカデミー・オブ・ミュージックのマジェスティック・シアターにてテレビシリーズのMTV Unpluggedのために収録され、コンサートはジョー・ペロタによる監督のもと、1996年5月28日にMTVで初放送された。このMTV Unpluggedはアリス・イン・チェインズにとって2年半ぶりのコンサートであり、バンドの大ヒット曲や一般にあまり知られていない曲のアコースティックバージョンが演奏された。「The Killer Is Me」はこのコンサート中に初めて披露された新曲である。この時の「Over Now」（もともとは1995年に発表したセルフタイトルのアルバムであるAlice In Chainsに収められている）は後にシングルとして発売された。
Unpluggedはビルボード200にて初登場3位となり、アメリカレコード協会によってプラチナディスクに認定された。このライブ映像を収めた作品は1999年10月26日にDVDで発売された後、2007年9月18日に未公開映像を含めたCD／DVDのパッケージ版としてリリースされた。ビデオ版はアメリカレコード協会からゴールドディスクに認定されている。

## 収録と背景
アリス・イン・チェインズは、曲を全てアコースティックで演奏することを特色とする番組であるMTV Unpluggedに出演するため、1996年4月10日に2年半ぶりに再び公の場に姿を現した。このコンサートはブルックリン・アカデミー・オブ・ミュージックのマジェスティック・シアター（現在のHarvey Theater）で収録され、1996年5月28日にMTVで初回放送された。バンドはステージ上を明るく照らすことを好まなかったため、ステージを大きなキャンドルで飾ることにより暗く寂しげな雰囲気を演出したが、これはレイン・ステイリーの発想によるもので、キャンドルは彼自らシアトルのパイク・プレイス・マーケットで購入した物である。
この公演はステイリーがアリス・イン・チェインズのボーカリストとして出演した最終の内の一つであり、「Rooster」、「Down in a Hole」、「Heaven Beside You」および「Would?」を含むチャートの上位になったシングル曲をフィーチャーしており、そして新曲となる「The Killer Is Me」が披露された。また、セカンド・ギタリストとしてスコット・オルソンを加えた5人編成のバンドとしてアリス・イン・チェインズが登場した初めての回であった。
ジェリー・カントレルは開演前に食べたホットドッグで食あたりを起こし、非常に体調が悪かった。マイク・アイネズのベースに書かれていた"Friends Don't Let Friends Get Friends Haircuts..."のフレーズは、観客として会場に来ており最近髪を短く切ったメタリカのメンバー達に向けたものである。アイネズとドラマーのショーン・キニーはメタリカに謝意を示し、「Sludge Factory」が始まる直前に彼らのヒット曲である「Enter Sandman」のイントロを演奏している。そしてカントレルは「Angry Chair」の演奏前にメタリカの曲である「Battery」のイントロを弾いて敬意を表した。（その曲はアメリカのバラエティー番組であるHee Hawの曲の「Gloom, Despair, and Agony on Me」に繋がっていった。）当該箇所はCDでは省略されているもののビデオとDVDには収録されている。CD版では、ステイリーが「Over Now」の演奏終了後に「これで（コンサートは）終了だ。」と言った際に観客席からブーイングが響いてきた時の音声が含まれている（おそらくコンサートが終了してしまうことに対するもの）。ステイリーはブーイングをした観客に向かって"Hey, fuck you, man!"と叫び、観客から笑いが起こった。
アリス・イン・チェインズは、「Love, Hate, Love」および「We Die Young」をセットリストに入れることを検討していたが、時間が限られていたため最終的には演奏しないことを決めたとカントレルが語っている。そのうえ、「Got Me Wrong」と 「Sludge Factory」のような数曲においてミスが幾度も起こったため再演奏しなければならず、結果的に収録を終えるまでおよそ3時間を要した。
カントレルがこのコンサートで気に入っているものの一つは、ステイリーが公演の最後に「全員とハグできたらいいのに、でもしないけどな。」と言ったことである。

## リリースと反響
アルバムはビデオ版と共に1996年7月に発売され、ビルボード200にて初回3位となった。CD版はアメリカレコード協会によりプラチナディスクに、そしてビデオ版は同協会によってゴールドディスクに認定された。コンサートの全曲が収録されたDVDは1999年10月26日に発売され、MTVでの放映時にはカットされた「Angry Chair」、「Frogs」および 「The Killer Is Me」もCD版とビデオ版に含まれている。2007年9月18日にはこのコンサートのCD/DVDがセット版として再発売された。
当初このアルバムは評論家から様々な批評があったものの、ステイリーの死後に評価が高まり賞賛を受けている。その主な理由としては、彼の当時の状態（薬物依存及び精神的なダメージ等の影響で健康を害していた）にもかかわらず迫力のあるパフォーマンスが披露されたことであり、現在は象徴的なライブアルバムとして捉えられている。イギリスの音楽雑誌メタルハマーのAlice Pattilloは、アリス・イン・チェインズのMTV Unpluggedが今まで発表されたライブアルバムの中で最高のものだと考えている。
- DVD版には「Sludge Factory」の別のテイクが入っているが、これはステイリーが曲の序盤の歌詞を間違えたもので、誤りの後ほどなくして終了している。彼らはその後"正式な"テイクに移り、それがCDに採用されている。DVDの「Sludge Factory」が始まる前にもジェイムズ・ヘットフィールド、ラーズ・ウルリッヒそしてカーク・ハメット作曲の「Enter Sandman」の一部を確認することができる。
- DVDにて最後の曲のタイトルが「Killer Is Me」と画面に映し出されている。この曲はCDの曲目リストでも「Killer Is Me」と表記されているが、DVDの楽曲リスト（チャプターリスト）には「The Killer Is Me」と書かれている。この曲はボックスセットの「ミュージック・バンク」にも収められているが、曲名は「The Killer Is Me」となっている[14]。

## 収録曲
| #         | タイトル              | 作詞      | 作曲                                                   | オリジナルリリース | 時間 |
| --------- | --------------------- | --------- | ------------------------------------------------------ | ------------------ | ---- |
| 1.        | 「Nutshell」          |           | ジェリー・カントレル/マイク・アイネズ/ショーン・キニー | Jar of Flies       | 4:57 |
| 2.        | 「Brother」           |           | カントレル                                             | Sap                | 5:27 |
| 3.        | 「No Excuses」        |           | カントレル                                             | Jar of Flies       | 4:57 |
| 4.        | 「Sludge Factory」    |           | カントレル/キニー                                      | Alice in Chains    | 4:36 |
| 5.        | 「Down in a Hole」    |           | カントレル                                             | Dirt               | 5:46 |
| 6.        | 「Angry Chair」       |           | レイン・ステイリー                                     | Dirt               | 4:36 |
| 7.        | 「Rooster」           |           | カントレル                                             | Dirt               | 6:41 |
| 8.        | 「Got Me Wrong」      |           | カントレル                                             | Sap                | 4:59 |
| 9.        | 「Heaven Beside You」 |           | カントレル/アイネズ                                    | Alice in Chains    | 5:38 |
| 10.       | 「Would?」            |           | カントレル                                             | Dirt               | 3:43 |
| 11.       | 「Frogs」             |           | カントレル/キニー/アイネズ                             | Alice in Chains    | 7:30 |
| 12.       | 「Over Now」          |           | カントレル/キニー                                      | Alice in Chains    | 7:12 |
| 13.       | 「Killer Is Me」      |           | カントレル                                             |                    | 5:23 |
| 合計時間: | 合計時間:             | 合計時間: | 合計時間:                                              | 71:26              |      |

## DVD収録曲
| #         | タイトル              | 作詞  | 作曲・編曲 | 時間 |
| --------- | --------------------- | ----- | ---------- | ---- |
| 1.        | 「Program Start」     |       |            | 0:18 |
| 2.        | 「Nutshell」          |       |            | 4:22 |
| 3.        | 「Brother」           |       |            | 5:18 |
| 4.        | 「No Excuses」        |       |            | 4:42 |
| 5.        | 「Sludge Factory」    |       |            | 7:00 |
| 6.        | 「Down in a Hole」    |       |            | 6:05 |
| 7.        | 「Angry Chair」       |       |            | 5:36 |
| 8.        | 「Rooster」           |       |            | 6:20 |
| 9.        | 「Got Me Wrong」      |       |            | 4:20 |
| 10.       | 「Heaven Beside You」 |       |            | 5:15 |
| 11.       | 「Would?」            |       |            | 3:50 |
| 12.       | 「Frogs」             |       |            | 7:39 |
| 13.       | 「Over Now」          |       |            | 6:53 |
| 14.       | 「Killer Is Me」      |       |            | 5:34 |
| 合計時間: | 合計時間:             | 73:00 |            |      |

## 制作
アリス・イン・チェインズ
- レイン・ステイリー - リード・ボーカル、「Angry Chair」ではアコースティック・リズム・ギターも演奏
- ジェリー・カントレル - アコースティック・リード・ギター、ボーカル
- マイク・アイネズ - アコースティック・ベース、「Killer Is Me」ではアコースティック・リズム・ギターも演奏
- ショーン・キニー - ドラム、パーカッション

追加の演奏者
- スコット・オルソン - アコースティック・リズム及びソロ・ギター、「Killer Is Me」ではアコースティック・ベースも担当